# Бехчет Али Касим
Бехчет Али Касим, известен и като Бай Бехчет, е бивш дългогодишен стопанин в зоокъта на Разград. От 28 януари 2008 г. е удостоен със званието почетен гражданин на Разград.

## Биография
Бехчет Али е роден на 23 юли 1930 г. в разградското село Дущубак. Работил е в Промкомбинат Разград, селскостопански техникум, ветеринарната лечебница и на колодрума в Разград. От 1979 г. работи за основаването, поддръжката на зоокъта и полага грижи за животните в него. Благодарение на дейността му зоокъта придобива известност със своето разнообразие от диви животни и става атрактивен за жителите и гостите на Разград.